# Frank Darabont
Frank Darabont (Montbéliard (Frankrijk), 28 januari 1959) is een Hongaars-Amerikaanse filmregisseur en -scenarist. Zijn bekendste films zijn The Green Mile en The Shawshank Redemption.

## Biografie

### Jeugd
Zijn ouders vluchtten in 1956 naar Frankrijk omwille van de opstand in Hongarije. In 1959 werd Frank Darabont geboren in een vluchtelingenkamp in Montbéliard. Als kind verhuisde hij met z'n familie naar de Verenigde Staten.

### Carrière
Rond z'n twintigste begon hij films te maken. Zijn eerste filmproject was een verfilming van The Woman in the Room, een kortverhaal van de bekende auteur Stephen King. Dat project leidde tot een verdere samenwerking tussen Darabont en King. De regisseur kreeg de rechten van de novelle Rita Hayworth and Shawshank Redemption van King. In 1994 verfilmde Darabont het verhaal onder de titel The Shawshank Redemption. De film betekende de grote doorbraak van Darabont, die zag hoe z'n film genomineerd werd voor zeven Oscars. De film won echter geen enkele Academy Award, omdat de film in de schaduw verdween van de "grote winnaar" Forrest Gump en de cultfilm Pulp Fiction.
Darabont bleef ook druk bezig met het schrijven van scenario's. Zo schreef hij meerdere afleveringen voor The Adventures of Young Indiana Jones en het script voor Frankenstein, een film uit 1994 met o.a. Robert De Niro. In 1999 schreef en regisseerde hij The Green Mile, een film die opnieuw gebaseerd was op het werk van Stephen King. Deze film met Tom Hanks en Michael Clarke Duncan als hoofdrolspelers werd genomineerd voor vier Oscars, maar won er geen enkele. Twee jaar later regisseerde Darabont The Majestic met Jim Carrey in de hoofdrol.
Vervolgens was het wachten tot 2007 alvorens Darabont weer erg actief werd. Hij regisseerde één aflevering van de televisieserie The Shield. Verder schreef en regisseerde hij de horrorfilm The Mist, opnieuw gebaseerd op het gelijknamige boek van Stephen King. The Mist werd met gemengde gevoelens ontvangen en viel vooral op door z'n duister einde. Darabont volgde niet het einde van het originele boek. King liet achteraf verstaan dat hij tevreden was met de afloop die Darabont had gekozen.
In 2008 was hij in de running om The Wolfman te regisseren. Een project dat uiteindelijk in handen kwam van Benicio Del Toro en Joe Johnston. In 2010 werkte Darabont aan The Walking Dead, een televisieserie gebaseerd op de gelijknamige stripreeks. Hij regisseerde zelf de pilot van deze serie over zombies.

## Prijzen en nominaties

### Academy Awards

#### Genomineerd
- 1995 - Best Writing, Screenplay Based on Material from Another Medium - The Shawshank Redemption
- 2000 - Best Picture - The Green Mile
- 2000 - Best Writing, Screenplay Based on Material Previously Produced or Published - The Green Mile

### Golden Globes

#### Genomineerd
- 1995 - Best Screenplay - Motion Picture - The Shawshank Redemption

## Filmografie
| Jaar      | Film                                                                     | Functie                               |
| --------- | ------------------------------------------------------------------------ | ------------------------------------- |
| 1983      | The Woman in the Room (kortfilm)                                         | Regie / scenario                      |
| 1987      | A Nightmare on Elm Street 3: Dream Warriors                              | Scenario                              |
| 1988      | The Blob                                                                 | Scenario                              |
| 1989      | The Fly II                                                               | Scenario                              |
| 1990      | Buried Alive (televisiefilm)                                             | Regie                                 |
| 1990-1992 | Tales from the Crypt (televisieserie)                                    | Scenario                              |
| 1992      | Two-Fisted Tales (televisiefilm)                                         | Scenario                              |
| 1992-1993 | The Young Indiana Jones Chronicles (televisieserie)                      | Scenario                              |
| 1994      | The Shawshank Redemption                                                 | Regie / scenario                      |
| 1994      | Frankenstein                                                             | Scenario                              |
| 1996      | Young Indiana Jones: Travels with Father (televisiefilm)                 | Scenario                              |
| 1998      | BlacCat Run (televisiefilm)                                              | Scenario / executive producer         |
| 1999      | Young Indiana Jones: Adventures in the Secret Service (televisiefilm)    | Scenario                              |
| 1999      | Young Indiana Jones: The Phantom Train of Doom (televisiefilm)           | Scenario                              |
| 1999      | Young Indiana Jones: Oganga, the Giver and Taker of Life (televisiefilm) | Scenario                              |
| 1999      | Young Indiana Jones: Daredevils of the Desert (televisiefilm)            | Scenario                              |
| 1999      | The Green Mile                                                           | Regie / scenario / producer           |
| 2001      | The Majestic                                                             | Regie / producer                      |
| 2002      | The Salton Sea                                                           | Producer                              |
| 2004      | Collateral                                                               | Executive producer                    |
| 2007      | Raines (televisieserie)                                                  | Regie / executive producer            |
| 2007      | The Shield (televisieserie)                                              | Regie                                 |
| 2007      | The Mist                                                                 | Regie / scenario / producer           |
| 2010      | The Walking Dead (televisieserie)                                        | Regie / scenario / executive producer |
| 2013      | Mob City (televisieserie)                                                | Regie / scenario / executive producer |

### Cameo's
Frank Darabont heeft tijdens zijn carrière ook enkele cameo's gehad. Zo had hij een kleine rol in The Shining, een miniserie die gebaseerd was op het gelijknamige boek van Stephen King.
Later had hij ook een cameo in Vampires, een horrorfilm van John Carpenter, en de blockbuster King Kong van Peter Jackson. In 2008 was hij een van de vele Hollywoodsterren die mochten opdraven in de televisieserie Entourage.